# Brasilien i olympiska sommarspelen 1924
Brasilien deltog med 12 deltagare vid de olympiska sommarspelen 1924 i Paris. Ingen av landets deltagare erövrade någon medalj.